# ثعلب پروانه‌ای
ثعلب پروانه‌ای (نام علمی: Gymnadenia conopsea) نام یک گونه از سرده ثعلب پروانه‌ای است.